# Alcanadre (rivière)
Pour les articles homonymes, voir Alcanadre.
L'Alcanadre (en espagnol : río Alcanadre) est une rivière de la province de Huesca, en Aragon (nord de l'Espagne), et un sous-affluent de l'Èbre via le Cinca et le Sègre.

## Géographie
L'Alcanadre prend sa source dans la sierra de Galardón et se jette dans le Cinca près de la ville de Ballobar.

## Canyonisme dans l'Alcanadre

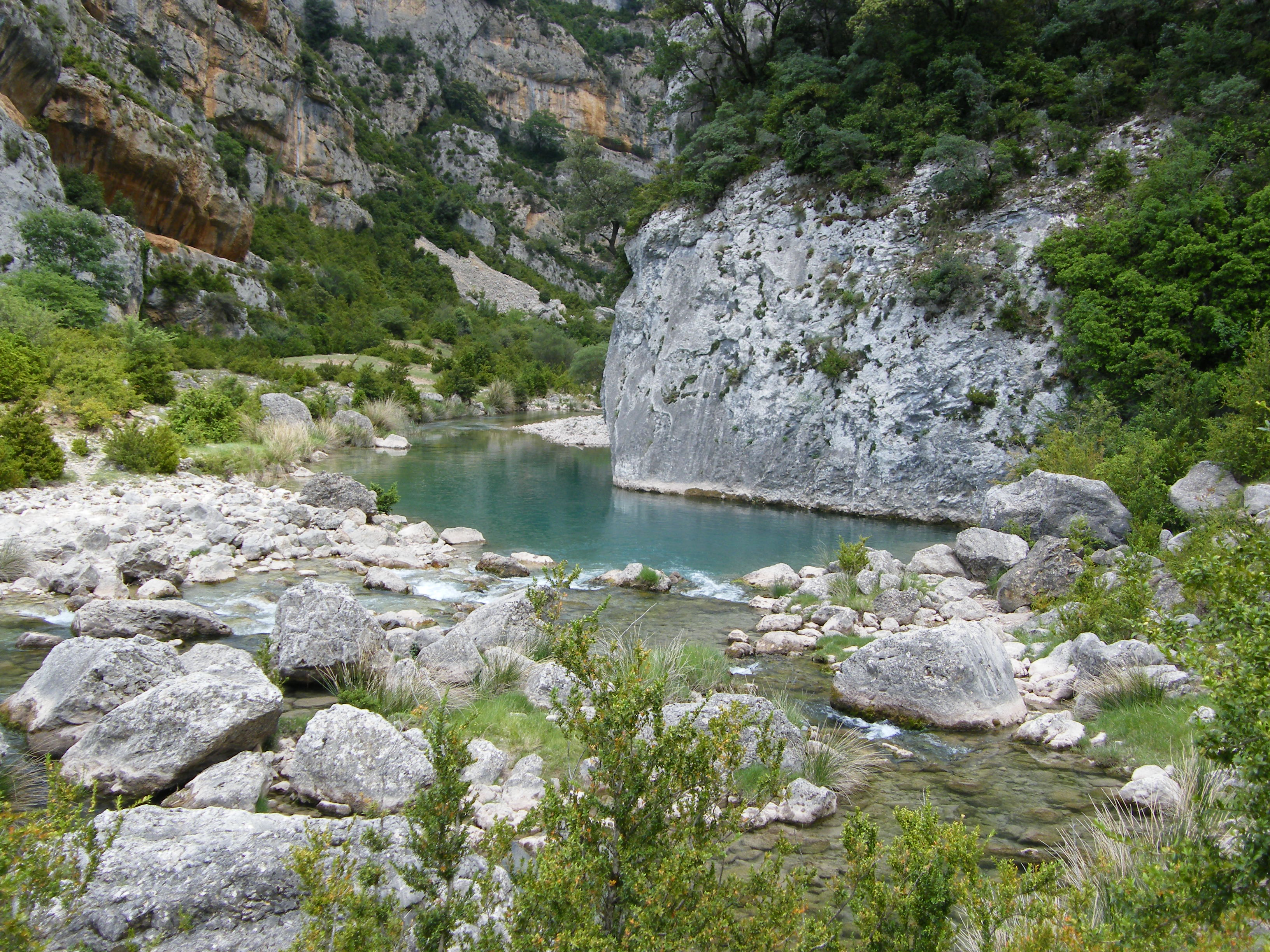
Río Alcanadre, début de la section de canyoning nommée Barrasil (au nord-ouest et à l'ouest du village de Rodellar). Le point de vue est situé entre La Piscineta et l'arrivée du sentier d'accès (dans les roches ocre, à gauche, en haut de l'image)

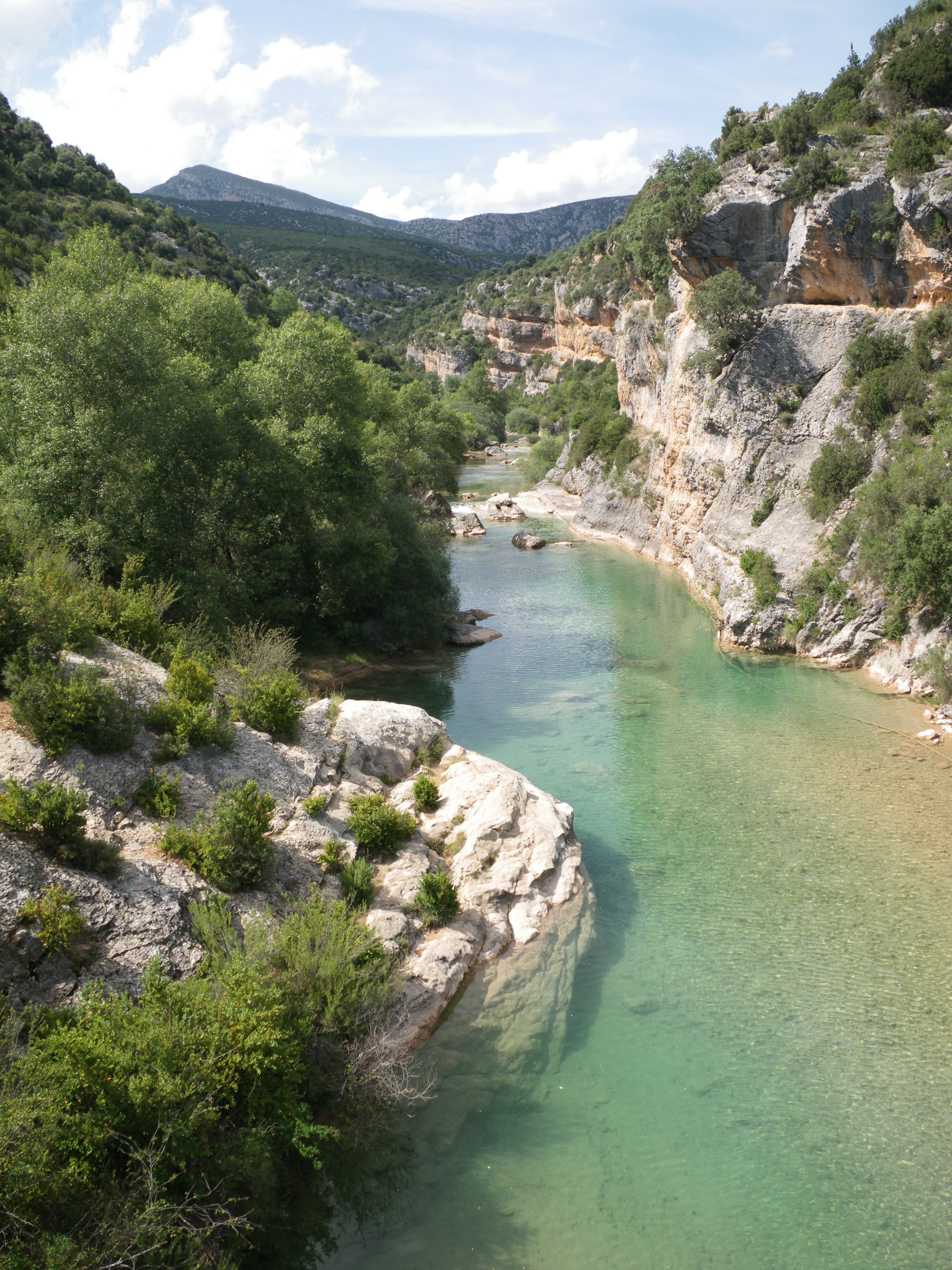
Le río Alcanadre, juste en amont de El Puente de Pedruel, direction de vue vers le nord

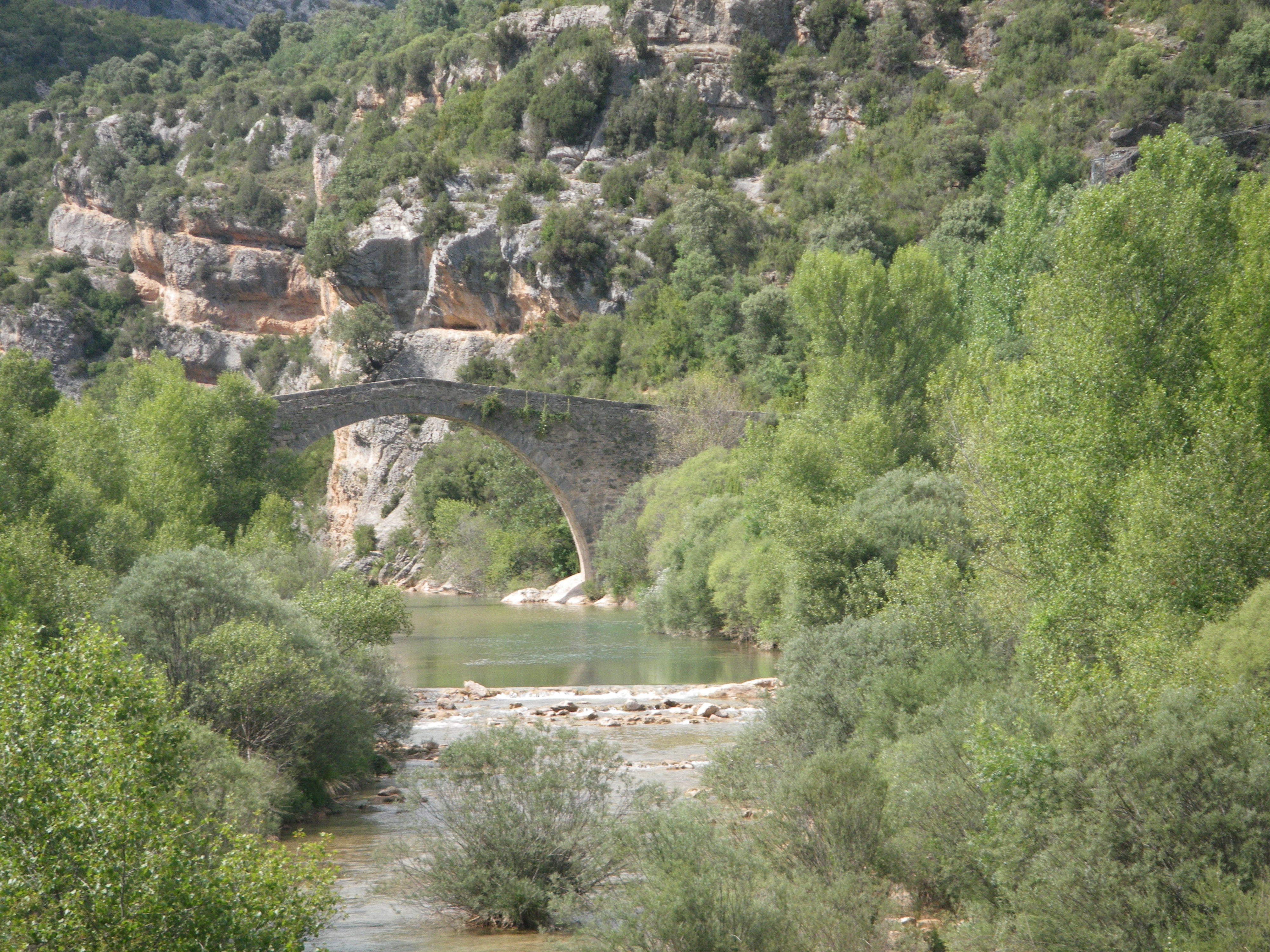
El Puente (El Puente de Pedruel), pont au-dessus de l'Alcanadre, au sud de Rodellar, qui marque la fin de la descente sportive du Barrasil (prise de vue en aval du pont, vers le nord)

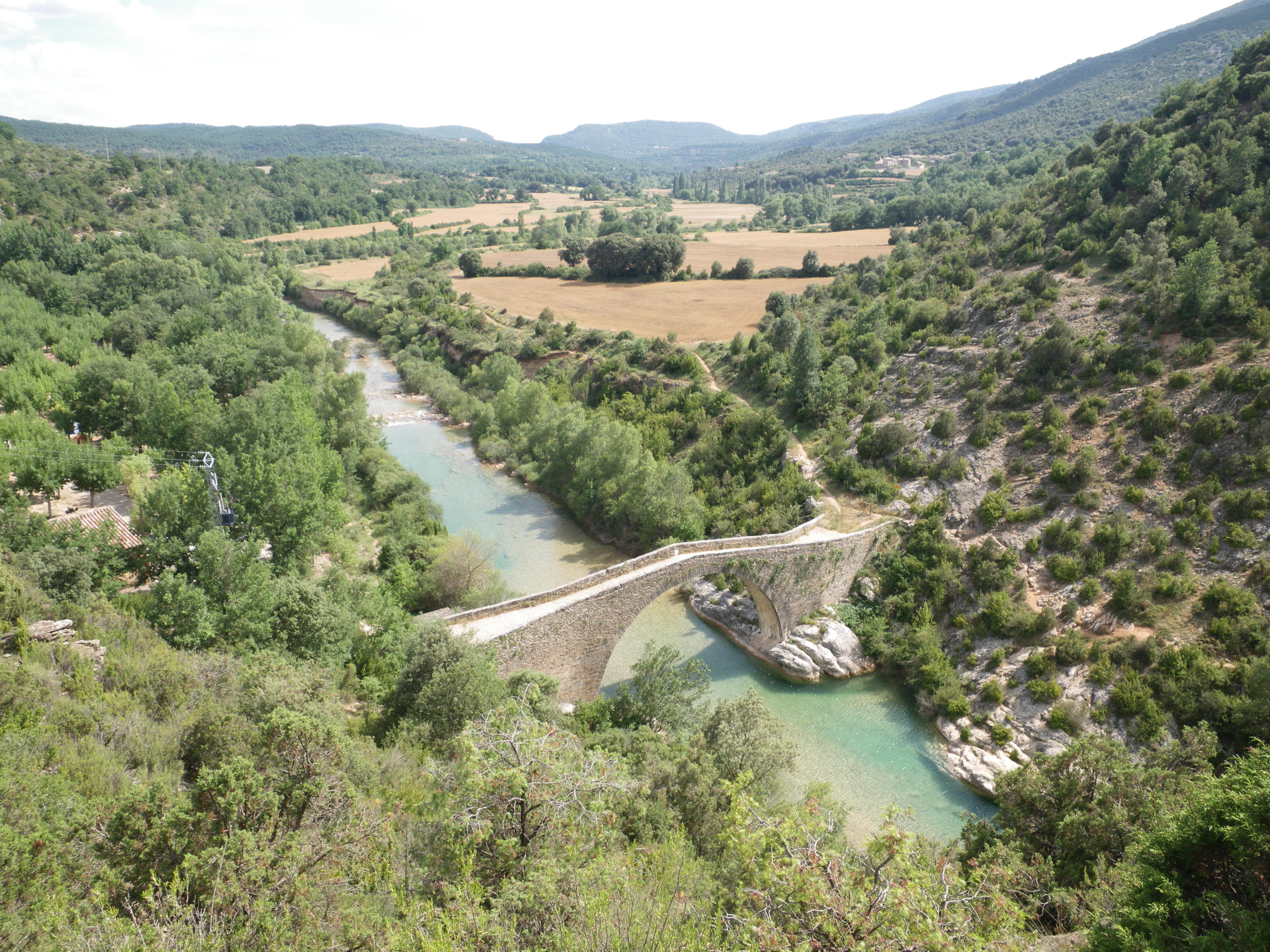
El Puente (El Puente de Pedruel), pont au-dessus de l'Alcanadre, au sud de Rodellar, qui marque la fin de la descente sportive du Barrasil ; vue du cours descendant de l'Alcanadre, vers le sud

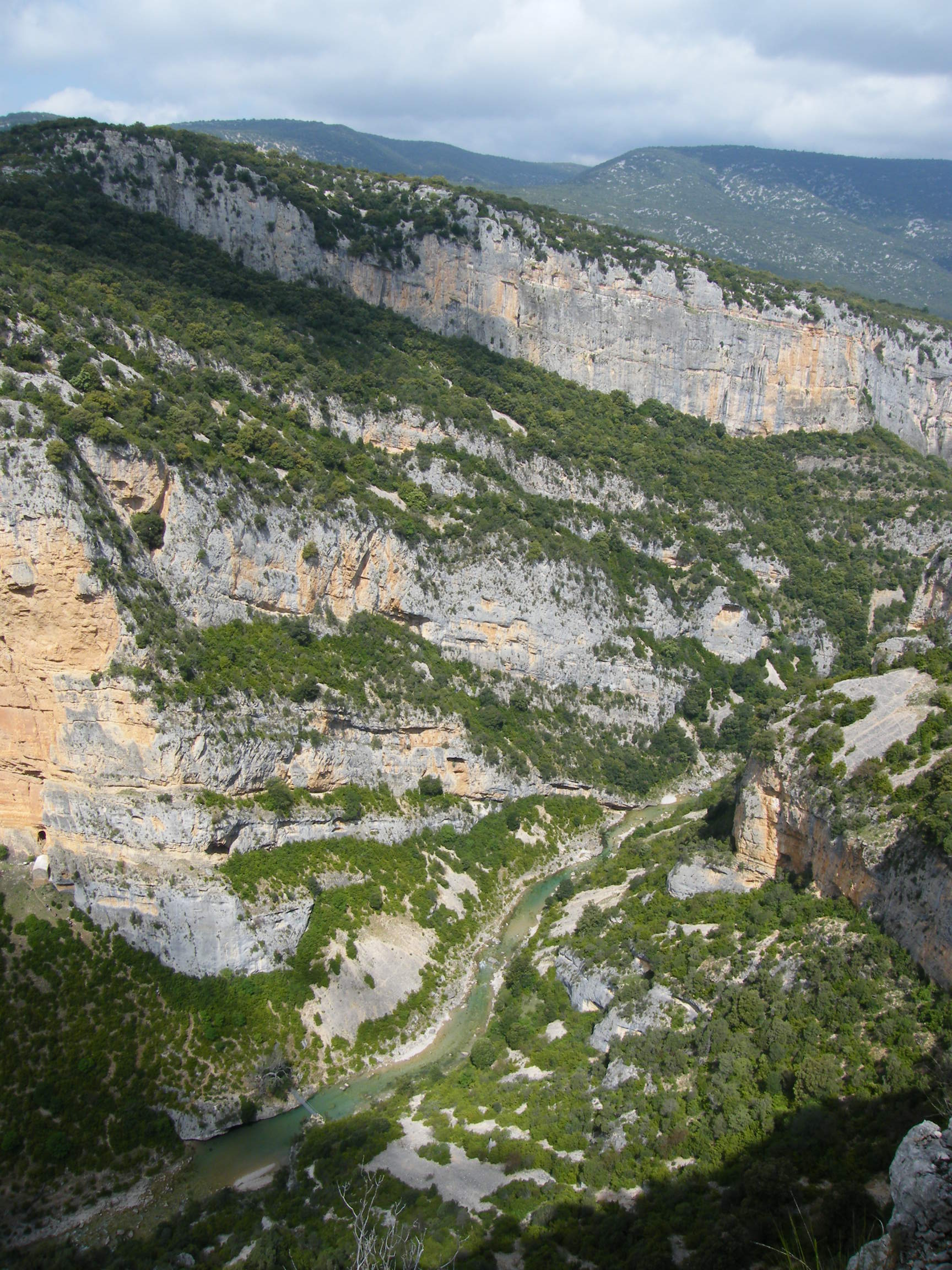
Vue plongeante, depuis le mirador de San Martín del Alcandre, sur le río Alcandre (l'amont est à droite de la photo, l'aval à gauche).
Une voie équipée de chaînes, permet, sur la gauche, de descendre jusqu'au pont métallique visible dans le coin inférieur gauche de l'image (une autre voie existe, sur la droite, qui mène en amont du pont) ;
la traversée de l'Alcanadre (sur le pont, ou dans l'eau en amont) permet de rejoindre lErmita de San Martín, visible à l’extrême gauche de l'image, dans le tiers bas.

En traversant la Sierra de guara l'Alcanadre a formé de profonds ravins, canyons, gorges et chaos, qui sont très prisés par les pratiquants de canyonisme. La portion de l'Alcanadre située entre Bara et Bierge tranche la partie orientale de la sierra de Guara du nord au sud. Les descentes sportives qui s'y pratiquent sont divisées en quatre sections, nommées : Gorgas Negras (es), Peonera supérieure (es), Peonera inférieure (es), et Barrasil (es).

## Hydrologie
Ses principaux affluents sont les rivières :
- Used, (rive droite)
- Mascún, (rive gauche)
- Isuala, (rive gauche)
- Formiga, (rive droite)
- Guatizalema, (rive droite)
- Flumen, (rive droite).

Des ravins alimentent également le río, selon les précipitations, selon les saisons :
- baranco de Balluals, (rive gauche)
- baranco de Binueste, (rive droite)
- baranco de Miz (baranco Labaneria), (rive gauche)
- baranco de Bara, (rive gauche)
- baranco Picarizas, (rive gauche)
- baranco Solano, (rive gauche)
- vallón de Trabuchas, (rive gauche)
- baranco los Pacos, (rive droite)

L'Alcanadre est tributaire de l'Èbre, via le Cinca et le Sègre.

## Étymologie
Le río Alcanadre, était autrefois nommé río Canadre.

Le terme Canadre serait une déformation du mot arabe kanater, kanatre, qanater/qanatir ou qanatre (قناطر), signifiant aqueduc.

El kanater / El kanatre / Al kanater / Al kanatre devenant alors Alcanadre.